# Силиштеа (Пунђешти)
Силиштеа (рум. Siliștea) насеље је у Румунији у округу Васлуј у општини Пунђешти. Oпштина се налази на надморској висини од 196 m.

## Становништво
Према подацима из 2011. године у насељу је живело 285 становника.